# Klášter Pedralbes
Klášter byl založen roku 1326 aragonskou královnou Elisendou a byly do něj povolány sestry z Řádu svaté Kláry. Dominantou stavby je především křížová chodba a také gotický náhrobek zakladatelky.